# Ignaców (powiat włodawski)
Ignaców – wieś w Polsce położona w województwie lubelskim, w powiecie włodawskim, w gminie Wyryki.
W latach 1975–1998 miejscowość należała administracyjnie do województwa chełmskiego.
Wieś jest sołectwem w gminie Wyryki. Według Narodowego Spisu Powszechnego z roku 2011 wieś liczyła 14 mieszkańców.
Wierni Kościoła rzymskokatolickiego należą do parafii św. Mikołaja w Lubieniu.